# Masakr v Rumbule
Masakr v Rumbule bylo dvoudenní (30. listopadu 1941 a 8. prosince 1941) vraždění 25 000 Židů v lese nebo na cestě do lesa v Rumbule nedaleko Rigy během holokaustu. Jednalo se o jednu z největších dvoudenních krutostí holokaustu až do akcí vyhlazovacích táborů. Asi 24 000 obětí byli lotyšští Židé z ghetta z Rigy a přibližně 1 000 obětí byli němečtí Židé, kteří byli převezeni do města vlakem. Masakr v Rumbule byl proveden nacistickou Einsatzgruppe A s pomocí místních spolupracovníků Arajsova komanda (velitel Viktor Arajs) a s podporou od ostatních lotyšských pomocných jednotek. Operaci měl na starosti vyšší SS a policejní velitel Friedrich Jeckeln, který již před tím dohlížel na podobné masakry na Ukrajině. Rudolf Lange, který se později zúčastnil konference ve Wannsee také organizoval masakr. Některá obvinění proti Lotyši Herbertsu Cukursovi se vztahují k vyvraždění ghetta v Rize Arajsovým komandem. Zabíjení v Rumbule, společně spolu s mnoha dalšími, bylo základem soudu nad Einsatzgruppen po druhé světové válce, kde bylo mnoho velitelů Einsatzgruppen shledáno vinnými ze zločinů proti lidskosti.

## Terminologie
Tento zločin je známý pod mnoha jmény, např.: „Velká akce“ nebo „Akce v Rumbule“. V Lotyšsku se nazývá jen „Rumbula“ nebo „Rumbuli“, někdy také „Jeckelnova akce“ podle velitele Friedricha Jeckelna. Slovo „Aktion“, které se doslovně překládá jako akce nebo operace, bylo používáno nacisty jako eufemismus pro zabíjení. Oficiální eufemismus pro Rumbulu byl „Operace postřílení“ (Erschiessungsaktion). V líčení Einsatzgruppen před Norimberským vojenským soudem nedostal případ speciální jméno, byl jednoduše popsán jako „vražda 10 600 Židů“ 30. listopadu 1941.

## Lokalita
Rumbula byla malá železniční stanice 12 km jižně od Rigy, hlavního město Lotyšska, spojená železniční tratí podél severního břehu řeky Daugavy s Daugavpilsem, druhým největším městem Lotyšska.. Místo masakru bylo „spíše otevřené a přístupné“ umístěné na kopci asi 250 metrů od stanice. Výhled byl blokován zelení, ale zvuk palby byl slyšet v areálu stanice. Oblast se nachází mezi železnicí a dálnicí Riga-Daugavpils, železniční trať leží severně od dálnice. Rumbula byla částí lesnaté a bažinaté oblasti v Lotyšsku, známé jako Vārnu mežs, což znamená Vraní les. Zvuky palby bylo slyšet i z dálnice. Nacistické okupační úřady provedly mnoho dalších masakrů na severním břehu řeky Daugavy v okolí Rumbuly. Půda tam byla písečná, a tak se hroby kopaly snadno. Zatímco na okraji bylo borových lesů málo, v centru byla hustě zalesněná oblast, která se stala popravištěm. Železniční trať a dálnice usnadnily přesouvání obětí z Rigy, stejně jako stěhování vrahů a převážení jejich zbraní.

## Holokaust v Lotyšsku

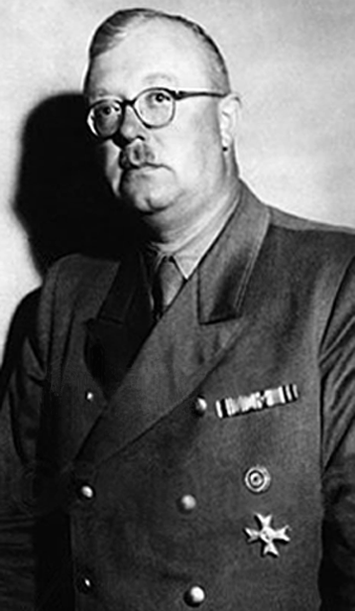
Hinrich Lohse. Jeho politika soustředění Židů do ghetta v Rize usnadnila Friedrichovi Jeckelnovi a jeho jednotce zabití zhruba 24 000 Židů ve dvou dnech v Rumbule nedaleko Rigy.

Holokaust v Lotyšsku začal 22. června 1941, kdy německá armáda napadla Sovětský svaz včetně baltských států Litvy, Lotyšska a Estonska, nedávno obsazených sovětskými silami po období nezávislosti po první světové válce. Vraždy Židů, komunistů a dalších začaly téměř okamžitě. Pachateli byly německé vyvražďovací oddíly Einsatzgruppen (což lze přeložit jako speciálně zaúkolované skupiny), spolu s dalšími organizacemi jako byla Bezpečnostní policie (Sicherheitspolizei čili Sipo) a bezpečnostní služba SS (Sicherheitsdienst nebo SD). K prvním vraždám došlo v noci 23. června 1941 ve městě Grobina nedaleko Liepāji, kde členové Sonderkommanda 1a zabili 6 Židů na kostelním hřbitově. Nacistickým okupantům také pomáhala jednotka původních lotyšských obyvatel známých jako Arajsovo komando a do určité míry také lotyšská pomocná policie.

### Zapojení místních obyvatel
Nacisté chtěli, aby to vypadalo, že za vraždy Židů jsou zodpovědní místní lotyšští obyvatelé. Pokoušeli se vyvolat bez velkého úspěchu  vražedné nepokoje proti Židům známé jako „pogromy“. Šířili klepy, že Židé jsou odpovědní za rozsáhlé žhářství a další zločiny. Tato politika podněcování, jak nacisté nazývali „sebe-očišťující akce“, podle Franze Waltera Stahleckera selhala.

### Vytvoření ghetta v Rize
Cílem SD bylo učinit z Lotyšska oblast judenrein, nacistický neologismus, který lze přeložit jako „očištěná od Židů“. Do 15. října 1941 nacisté zabili až 30 000 přibližně z 66 000 Židů, kteří nemohli ze země před nacistickou okupací uprchnout. Hinrich Lohse, který podával zprávy Alfredu Rosenbergovi raději než šéfovi SD Heinrichu Himmlerovi, nechtěl Židy vyhladit, ale spíše ukrást jejich majetek, zavřít je do ghett a nechat je pracovat jako otroky pro válečné cíle Německa. Tento byrokratický konflikt zpomalil zabíjení v září a říjnu roku 1941. Lohse byl v rámci „civilní správy“ vnímán SD tak, že bránil jejich plánům. 15. listopadu 1941 se Lohse zeptal na pokyny od Rosenberga, jestli mají být zabiti všichni Židé „bez ohledu na ekonomické aspekty“ Do konce října měl Lohse zavřít všechny Židy z Rigy a okolí do ghetta v rámci města. Brány byly asi 10 km od Rumbuly. Ghetto v Rize vytvořili nacisté sami a neexistovalo před válkou.

## Účast Friedricha Jeckelna

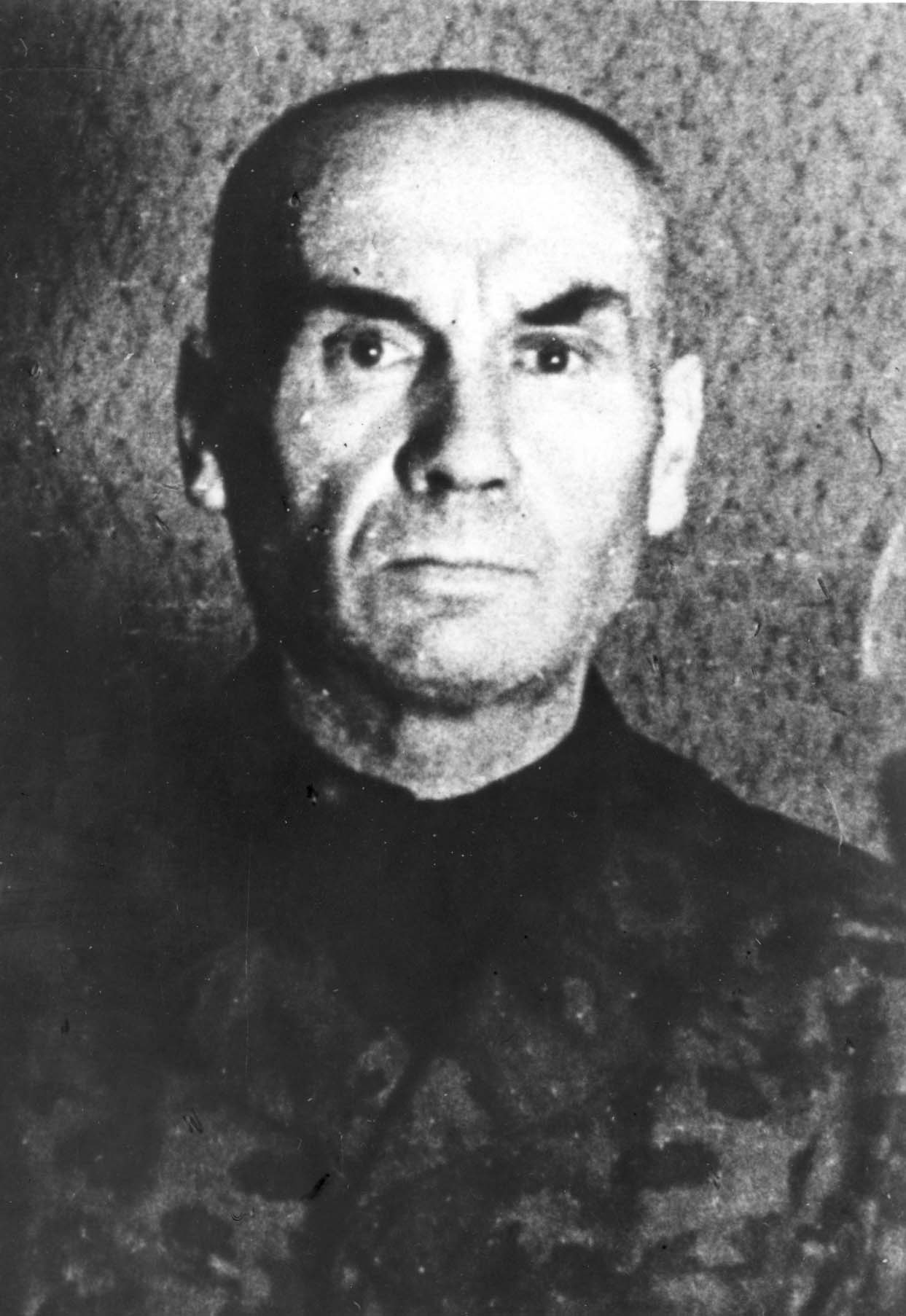
Friedrich Jeckeln v sovětské vazbě po druhé světové válce. 27. ledna 1942 mu byla udělena nacistická medaile "Válečný záslužný kříž (Kriegsverdienst or KVK) s meči" za zabití 25 000 Židů v Rumbule.

### Motiv
Himmlerův motiv byl odstranit lotyšské Židy v Rize tak, aby Židé z Německa a Rakouska mohli být deportováni do ghetta v Rize místo nich. Podobně motivované masové vraždění východních Židů internovaných v ghettech bylo provedeno v Kovnu 28. října 1941 (10 000 mrtvých) a v Minsku, kde bylo 7. listopadu zastřeleno 13 000 lidí, plus dalších 7 000 lidí 20. listopadu. K provedení tohoto plánu povolal Himmler Friedricha Jeckelna do Lotyšska z Ukrajiny, kde zorganizoval několik masových vražd, např. Masakr v Babím Jaru (30 000 mrtvých). Jeckelnova skupina asi 50 vrahů přijela do Rigy 5. listopadu 1941. Jeckeln s nimi nepřijel, místo toho jel do Berlína, kde se 10. - 12. listopadu 1941 setkal s Himmlerem. Himmler řekl Jeckelnovi, aby pozabíjel celé ghetto v Rize a poučil Lohse. Byl to rozkaz Himmlerův a také Adolfa Hitlera: „Řekni Lohsovi, že je to můj rozkaz, který je zároveň i vůdcovo přání.“
Potom jel Jeckeln do Rigy a situaci vysvětlil Lohsemu, který nevznesl žádné námitky. Do poloviny listopadu roku 1941 se Jeckeln usadil v budově ve staré části Rigy známé jako Ritterhaus. Po návratu do Berlína se Rosenbergovi, Lohseovu nadřízenému v nacistické hierarchii, podařilo od Himmlera získat jeden ústupek. Otrocká práce Židů mužů od 16 do 60 let byla považována za velmi důležitou pro válečné úsilí Německa. Proto byli tito lidé ušetřeni, zatímco ženy, děti, staří a nemocní byli zastřeleni. Jeckelnův plán pro provedení této segregace obětí se stal známým jako „Malé ghetto“.

### Plánování zločinu

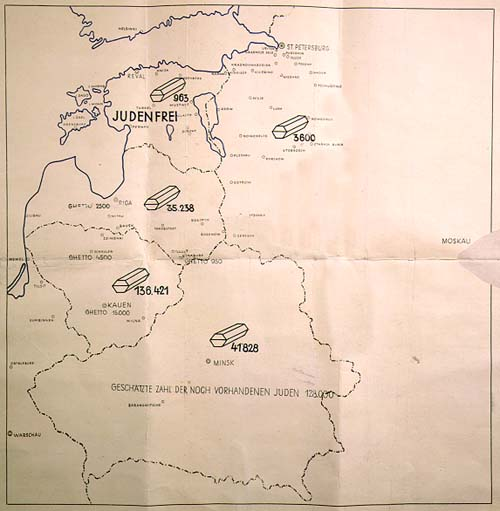
Nacista Franz Walter Stahlecker, další z pachatelů lotyšského holokaustu, připravil mapu ilustrovanou rakvemi, která ukazuje, že ještě 35 000 Židů zůstalo v Lotyšsku před masakry v Rumbule. Zpráva uvádí, že Estonsko je bez Židů (judenfrei).

Pro splnění Himmlerova rozkazu vyčistit ghetto, potřeboval Jeckeln zabít 12 000 lidí za den. V tomto ročním období bylo jen okolo 8 hodin denního světla a šera, poslední kolona obětí musela opustit ghetto v Rize nejpozději do pravého poledne. Stráže byly umístěny po obou stranách 10 km dlouhé kolony. Aby mohl být celý proces proveden, vyžadoval asi 1 700 zaměstnanců.
Jeckelnův konstrukční specialista Ernst Hennicker, který později tvrdil, že ho šokovalo, když se s předstihem dozvěděl o počtu lidí, kteří mají být zabiti. Nicméně v té době nic nenamítal a pokračoval v dohlížení nad kopáním šesti vražedných jam, k pohřbení 25 000 lidí. Vyhloubení jam bylo provedeno 200 nebo 300 ruskými válečnými zajatci. Samotné jámy byly navrženy účelově: byly vyhloubeny v úrovních jako obrácená pyramida s širší úrovní směrem k vrcholu a rampami na různých úrovních, aby oběti mohly doslova pochodovat do svých hrobů. Dokončení jam trvalo asi tři dny, byly kompletní 23. listopadu 1941.
Skutečné střílení mělo provést 10 až 12 Jeckelnových osobních strážců včetně zkušených vrahů Endla, Lueschena a Wedekinda. Jeckelnův řidič Johannes Zingler později tvrdil, že ho Jeckeln nutil, aby se vraždění zúčastnil, jinak že poškodí jeho rodinu. V podobných masakrech v Rusku a na Ukrajině je řada svědectví v rozporu s Zinglerem a říká, že účast byla dobrovolná a dokonce žádaná a ti, kteří se odmítli účastnit střelby, neutrpěli žádnými nepříznivými důsledky. Zejména Erwin Schulz, velitel Einsatzkommanda 5 odmítl účast na masakru v Babím Jaru a na vlastní žádost byl převezen zpět na svou předválečnou pozici v Berlíně bez ztráty profesionálního postavení.
Jeckeln neměl žádné Lotyše k provedení střelby. Střílení obětí v hrobech považoval za čin střeleckého mistrovství a chtěl dokázat, že Němci jsou přesnějšími střelci než Lotyši. Nevěřil ani dalším zástupcům a nacistům, že by přesně splnili jeho přání. Ačkoli akci vykonala SD a policie, Jeckeln vytvořil vlastní tým, aby dohlížel na všechny aspekty operace.

### Rozhodování o místě

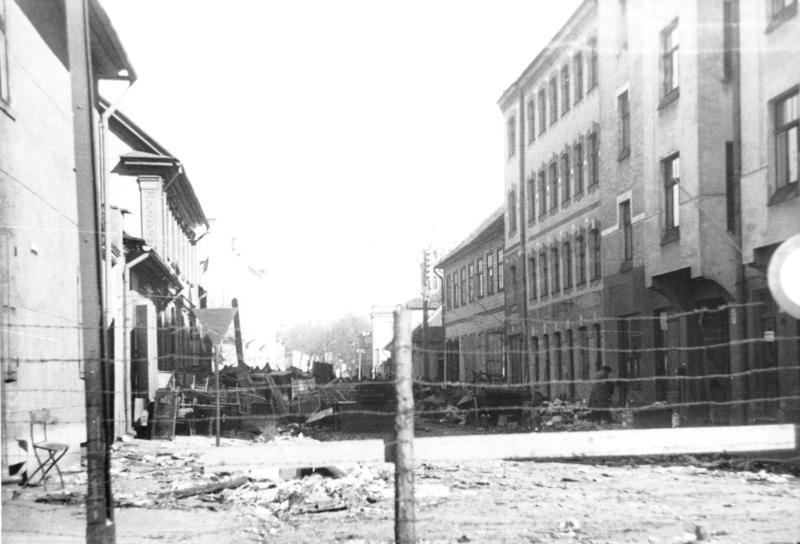
Ghetto v Rize v roce 1942 po masakru v Rumbule.

Jeckeln a jeho asistent Paul Degenhart prohledali okolí Rigy, aby našli vhodné místo. Riga leží v bažinaté oblasti, kde se hladina podzemní vody blížila povrchu země, což narušovalo řádnou likvidaci mrtvol. Jeckeln potřeboval vyvýšené místo na severní straně řeky Daugavy v docházkové vzdálenosti do ghetta. 18. nebo 19. listopadu narazil cestou na jih do koncentračního tábora Salaspils na Rumbulu, která splňovala přesně to, co hledal. Místo bylo blízko Rigy, bylo vyvýšené a půda byla písčitá. Jedinou vadou na kráse byla blízkost dálnice (asi 100 m).

### Jeckelnův systém
Jeckeln vyvinul svůj „Jeckelnův systém“ během spousty vražd, které zorganizoval na Ukrajině, např. masakr v Babím Jaru a masakr v Kamenci Podolském. Nazval to „balení sardinek“ (Sardinenpackung). Jeckelnova metoda byla známá v rozsudku nad veliteli Einsatzgruppen u Norimberského vojenského soudu jako prostředek, jak se vyhnout další práci spojené s ukládáním těl do hrobů. Bylo oznámeno, že dokonce někteří zkušení zabijáci Einsatzgruppen tvrdili, že byli šokováni touto krutostí. Vyhlazování střelbou narazilo na problém, když došlo na ženy a děti. Podle svědectví v poválečném soudu za zločiny proti lidskosti velmi plodný vrah Otto Ohlendorf protestoval proti Jeckelnovým technikám. Jeckelnovi zaměstnanci se zaměřovali na jednotlivé části procesu včetně Genickschusspezialisten -- „specialistů na střelbu do týla“. K tomuto zabíjení jako na běžícím pásu bylo v ghettu v Rize použito devět složek:
- Bezpečnostní policie zburcovala obyvatele z jejich domů v ghettu;
- Židé byli uspořádaní do řad o 1000 lidech a odvedeni k vražednému areálu;
- Německá policie (Ordnungspolizei nebo Orpo) vedla kolony do Rumbuly;
- Byly vykopány tři jámy, kde zabíjení probíhalo současně;
- Oběti byly zbaveny oděvů a cenností;
- Oběti byly vedeny přes dvojitý kordon stráží na cestě do vražedných jam;
- Aby si ušetřili námahu s házením mrtvých těl do jam, nutili vrazi žijící oběti, aby vlezly do příkopu na ostatní lidi, kteří už byli zastřeleni;
- Používali raději ruské samopaly (jiný zdroj tvrdí poloautomatické zbraně[7]) než německé zbraně, protože měly zásobník na 50 nábojů.[39]
- Zabijáci nutili lidi lehnout tváří dolů na dno příkopu, často na těla mrtvých lidí, kteří byli právě zastřeleni. Lidé nebyli zasypáni kulkami. Aby ušetřili munici, každý člověk byl střelen jen jednou do zadní části hlavy. Ti, kteří po střelbě ještě žili, byli pohřbeni zaživa, když byla jáma zasypána.[40]

### Zajištění dopravy pro nemohoucí oběti
Jeckeln měl k dispozici pouze 10 až 12 automobilů a 6 až 8 motocyklů. To stačilo pro dopravu samotných vrahů a oficiálních svědků. Nicméně potřeboval nějakou těžší dopravu pro nemocné, postižené nebo jiné z jeho zamýšlených obětí, které nemohly ujít 10 km pochod. Jeckeln také předpokládal, že mnoho lidí zahyne na trase pochodu, a tak potřeboval asi 25 nákladních automobilů na vyzvednutí těl. Proto nařídil svým mužům, aby chodili s prosíkem po Rize, aby nalezli vhodná vozidla.

### Závěrečné plánování a pokyny
27. listopadu 1941 svolal Jeckeln setkání vedoucích představitelů zúčastněných jednotek v kanceláři policie (Schutzpolizei) v Rize, pobočka německé policie (Ordnungspolizei), aby zkoordinovali své kroky v nadcházejícím masakru. To je v souladu s významnou rolí, kterou Ordnungspolizei v holokaustu hrála. Jak uvedl profesor Browning:
Už není pochyb, že členové německé Ordnungspolizei, a to jak karieristi a záložníci v útvarech praporu, u okrskových služeb nebo Einzeldienst, byli ve středu holokaustu jako hlavní pracovní síla pro provádění deportací, likvidaci ghett a masakrů.

Jeckeln svolal druhé plánované zasedání na sobotní odpoledne 29. listopadu 1941, tentokrát v Ritterhausu. Podle novější verze pronesl Jeckeln k důstojníkům projev, že je jejich povinností vyhladit Židy z ghetta z Rigy, stejně jako kdyby byli na frontě současně zuřících bojů daleko na východě. Důstojníci také později tvrdili, že jim Jeckeln řekl, že neochota podílet se na vraždách by byla dezercí a že všichni HSSPF, kteří se nepodíleli na akci, byli povinni dostavit se k vyhlazování jako oficiální svědci. 29. listopadu nebyli na schůzi v Ritterhausu přítomni žádní lotyšští úředníci.
29. listopadu okolo 19. hodiny se uskutečnilo třetí zasedání asi na 15 minut, tentokrát v ředitelství ochranné policie. Předsedal mu velitel ochranné policie Karl Heise. Řekl, že se jeho muži musí nahlásit zítra ráno ve 4 hodiny, aby mohli provést „přesídlení“ lidí z ghetta v Rize. „Přesídlení“ bylo nacistickým eufemismem pro masovou vraždu, Heisse a většina mužů ochranné policie znali pravou podstatu toho, na čem se podílejí. Poslední pokyny byly také předány lotyšské domobraně a policii, které pozatýkaly lidi v ghettu a střežily je na cestě. Lotyšské policii bylo řečeno, že budou stěhovat Židy do stanice Rumbula, aby mohli být převezeni do přesídlovacího tábora.
U procesu s Jahnkem v 70. letech 20. století západoněmecký soud v Hamburku zjistil, že účelem Jeckelnova systému bylo zakrýt vražedné cíle až do poslední chvíle. Soud dále objevil:
- Do večerního jednání 29. listopadu 1941 střední velitelé znali rozsah zamýšlených vražd;
- Střední velitelé také věděli, že 20 kg zavazadlo, které bylo obětem povoleno, bylo jen lstí, aby oklamali oběti, že opravdu budou jen přesídleni;[7]
- Muži nižších hodností nevěděli, co se děje, až do té doby, co viděli v lese střelbu;[44]

Profesor Ezergailis se zeptal, jestli lotyšská policie měla lepší představu o tom, co se mělo dít, protože to byla jejich rodná země. Zpozoroval však, že lotyšská policie od Němců získala klamavé pokyny a že některým Němcům byly vydány instrukce, aby zastřelili každého dozorce, který selže při popravě „neposlušných“ Židů během pochodu.

## Wehrmacht a jeho předběžná znalost
Podle pozdějších svědectví před Norimberským vojenským soudem na vrchním velitelství soudu se hlavní generál inženýrů Walter Bruns 28. listopadu dozvěděl, že plánované masové vraždy se budou brzy konat v Rize. Bruns poslal zprávu svým nadřízeným a vyzval jistého „správního úředníka“ Waltera Altemeyera, aby akci odložil, než dostane odpověď na svou zprávu. Altemeyer řekl Brunsovi, že operace byla prováděna na základě příkazu Vůdce (Führer-order). Burns pak poslal dva důstojníky, aby akci sledovali a podávali zprávy.
Předběžné slovo v plánování vražd měla zpravodajská služba Wehrmachtu ("Abwehr") v Rize. Tento úřad, který nebyl zapojen do masakrů, obdržel od admirála Wilhelma Canarise telegram krátce před tím, než popravy začaly. Telegram stručně instruoval Abwehr v Rize, že „je nedůstojné, aby byli přítomni u výslechů nebo týrání.“ Pod pojmy „výslechy a týrání“ odkazoval Canaris k plánovanému masakru.

## Příprava na zločin

### Zdatní muži odděleni od ostatních
27. listopadu 1941 byla čtyřbloková oblast ghetta v Rize oplocena ostnatým drátem. Oblast se stala známá jako „malé ghetto“. 28. listopadu vydali nacisté příkaz zdatným mužům, aby přestěhovali malé ghetto a zbytek populace, který byl nahlášen v 6 hodin ráno 30. listopadu, do jiné oblasti na „lehké práce“ ne s více než 20 kg zavazadly. Reakce mezi Židy byla zděšení. V červenci a srpnu byli nejprve postříleni lotyšští muži, zatímco dětem a ženám bylo povoleno alespoň na nějaký čas žít. Příkaz pro odloučení mužů od jejich rodin byl vnímán jako predikát pro vraždu mužů. Ujednání mezi Rosenbergem a Himmlerem bylo provedeno bez jejich vědomí. Ráno 29. listopadu skončili nacisti segregaci zdatných mužů do malého ghetta.
Ghetto přežil Max Kaufmann, který popsal scénu poněkud jinak. Napsal, že ve čtvrtek ráno 27. listopadu byl v ulici Sadornika v ghettu vyvěšen velký plakát , který přikazoval, že se všichni vězni ghetta musí 29. listopadu 1941 seřadit do zástupů po tisíci lidech u brány ghetta pro evakuaci. Lidé, kteří žili nejblíže k bráně, museli odejít jako první. Kaufmann nepopisuje konkrétní příkazy oddělování zdatných mužů od zbytku lidí. Místo toho uvádí, že „větším pracovním posádkám“ bylo sděleno, že mají možnost ubytování v nově vytvořeném malém táboře a jejich rodiny by se připojily později. Zatímco byly zástupy po 1 000 lidech formovány ráno 29. listopadu, podle Kaufmanna byly později rozptýleny, což způsobilo mezi obyvateli velkou úlevu. Věřili, že byla celá evakuace zrušena. Bylo vybráno 300 švadlen, které se z ghetta přestěhovaly do centrálního vězení.
Profesor Ezergailis uvádí, že zatímco muži byli v práci, nacisté zredukovali počet zdatných mužů z těch, kteří zůstali v ghettu. Jakmile se posádky vrátily z práce, stejný proces byl použit na vracející se pracovníky. Celkem bylo do nově založeného malého ghetta posláno asi 4 000 mužů. Kaufmann konstatuje, že se po návratu z práce 29. listopadu nemohl s šestnáctiletým synem vrátit zpět do velkého ghetta, ale místo toho byli ubytováni v zničené ulici Vilanu v malém ghettu.

### První transport německých Židů přijíždí do Rigy
První transport německých Židů opustil Berlín ve čtvrtek 27. listopadu 1941 a přijel do Rigy v sobotu 29. listopadu 1941. Zda Židé zemřou vyčerpáním a vyhladověním až k smrti, anebo budou jednoduše zavražděni, nebylo v té době rozhodnuto. Podle všeho na poslední chvíli Himmler rozhodl, že nechce zabít německé Židy okamžitě. Jeho plánem bylo ubytovat je v ghettu v Rize v bytových jednotkách, které budou k dispozici po zavražděných lotyšských Židech.
Z tohoto důvodu volal Himmler v neděli 30. listopadu 1941 Reinhardu Heydrichovi, veliteli SD a také Jeckelnovu nadřízenému. Podle telefonátu Himmlera byl jeho příkaz Heydrichovi takový, že Židé z transportu z Berlína nebudou zavražděni, nacistickou terminologií „zlikvidováni.“ (Judentransport aus Berlin. Keine Liquidierung). Tento rozkaz však volal Himmler až kolem půl druhé odpoledne, kdy byli lidé ve vlaku již mrtví. Nedošlo k žádnému ubytování deportovaných německých Židů, kteří přijeli do Rigy. Nacisté je nechali ve vlaku. Další ráno nacisté rozběhli vlakovou zásilku lidí dolů do stanice Rumbula. Vyhnali je z vlaku, nechali je odpochodovat krátkou vzdálenost na místo činu a zastřelili je všechny mezi 8:15 – 9:00 hod. Byli první skupinou, která tento den zemřela. Nacistický eufemismus pro tento zločin byl, že bylo „zlikvidováno“ 1 000 berlínských Židů. 1. prosince a poté 4. prosince 1941 na osobní konferenci vydal Himmler přísné instrukce Jeckelnovi, že nesmí dojít k žádným masakrům deportovaných německých Židů bez jeho výslovných nařízení: „Židy deportované na území Ostlandu je třeba řešit pouze podle mých pokynů a příkazů Hlavního úřadu říšské bezpečnosti za mé jméno. Budu trestat jednostranné akce a porušování lidských práv.“
U poválečného soudu Jeckeln tvrdil, že 10. nebo 11. listopadu dostal příkazy od Himmlera, že „mají být všichni Židé do posledního zničeni.“ Jeckeln mohl předpokládat, že zabíjení německých Židů na transportu z Rigy bylo to, co si Himmler přál před masakrem v Rumbule, masovém vraždění německých Židů po příchodu na východ, které bylo provedeno v Kaunasu v Litvě 25. a 29. listopadu 1941, kdy Sipo zabila 5 000 německých a rakouských Židů, kteří přijeli v transportech 11. listopadu včetně 1 000 Židů z Berlína.
Profesor Fleming navrhuje několik důvodu pro Himmlerův rozkaz „žádná likvidace“. Ve vlaku bylo 40 až 45 lidí, kteří byli považováni za „případy neoprávněné evakuace“, což znamenalo, že to byly buď starší osoby nebo byli oceněni Železným křížem za hrdinské služby Německu během první světové války. Dalším důvodem mohlo být, že Himmler váhal s vykonáváním poprav německých Židů ze strachu, že by to mohlo mít vliv na postoj USA, které ještě nebyly ve válce s Německem. Browning přisuzuje rozkaz a skutečnost, že další dva transporty Židů do Rigy z Německa neskončily okamžitou popravou Židů, Himmlerovým obavám vyplývajících ze střílení německých Židů a touze vše odložit do té doby, až to půjde vykonat ve větší tajnosti, a v době, kdy může mezi samotnými nacisty vznikat méně diskuzí.

### Ženy, děti a senioři byli nuceni ghetto opustit
Když byly zástupy v sobotu 29. listopadu rozptýleny, obyvatelé ghetta věřili, že k evakuaci nedojde. To se však nepotvrdilo. První akce v ghettu začala ve 4 ráno ještě před svítáním v neděli 30. listopadu 1941. Pracující ze západu na východ, oddíly SD, ochranná policie, Arajsovo komando a okolo 80 policistů židovského ghetta vytáhli lidi z jejich postelí a řekli jim, aby se do půl hodiny dostavili na shromáždění. Max Kaumann popisuje přepadení jako začátek uprostřed noci 29. listopadu. Líčí „tisíce absolutně opilých“ Němců a Lotyšů napadajících ghetta, vtrhujících do bytů a dopadajících křičící obyvatele. Říká, že děti byly vyhazovány z oken třetího patra. Oddíly vyřezaly speciální otvory do plotu, které umožnily rychlejší přístup k dálnici do lesa. (Podrobné mapy ghetta poskytl Ezergailis a Kaufmann.)
I když už byli zdatní muži pryč, lidé se stále bránili opustit své domovy a zkoušeli uniknout ze zástupů, ve kterých se pohybovali východní části ghetta. Během vytěsňování zabili nacisti 600 až 1000 lidí. Nakonec vypochodovaly zástupy o 1 000 lidech. První kolonu lidí vedl právník Dr. Eljaschow. "Výraz v jeho tváři neukázal žádné znepokojení, právě naopak. Protože se na něho všichni dívali, snažil se nadějně usmívat." Vedle něho byl rabín Zack. V kolonách byli i jiní známí lidé. Mezi strážemi byli Altmeyer, Jäger a Herberts Cukurs. Cukurs, světoznámý pilot, byl nejznámější lotyšský muž SD na scéně, kterého popsal Kaufmann takto:
Lotyšský vrah Cukurs vystoupil z auta s pistolí po boku. Šel k lotyšským strážím, aby jim dal různé pokyny. Byl podrobně informovaný o velké katastrofě, která nás čekala.

Lotyšský historik Andrew Ezergailis uvádí, že „ačkoli Arajsovi muži nebyli jediní na konci operace v ghettu, ve velké míře se podíleli na zvěrstvech v ghettu, hlavní odpovědnost leží na ramenou Herbertse Cukurse“.
Židé si s sebou mohli vzít nějaká zavazadla, aby vznikl dojem, že se opravdu jedná o přesídlení. Frida Michelson, jedna z mála, která přežila masakr v jámách, později popsala, co ten den viděla:
Už se rozednívalo. Kolem šly nekonečné kolony lidí střežené ozbrojenou policií. Mladé ženy, ženy s kojenci v náručí, zdravotně postižení, mladí kluci a mladé dívky -- všichni pochodovali. Najednou před naším oknem začal muž německé SS slepě střílet do davu. Lidé padali na dlažební kostky. V zástupu došlo k velkému zmatku. Lidé šlapali po zastřelených a tlačili se dopředu, pryč od divoce střílejícího muže SS. Někteří zahodili zavazadla, aby mohli běžet rychleji. Lotyšští policisté křičeli „rychleji, rychleji“ a práskali nad hlavami zástupu bičem.

... Zástupy lidí se stěhovaly dál a dál, někdy v poloběhu, pochodu a klusu bez konce. Tam padl jeden, tam zase druhý a všichni šli přímo přes ně, byli neustále vyzýváni policisty, „Rychleji, rychleji“, s biči a puškami.

... Stála jsem u okna a dívala se do poledne, kdy hororový pochod skončil. ... Ulice byly tiché, nic se nehýbalo. Všude byla rozptýlená těla mrtvol, potůčky krve ještě vytékaly z mrtvých těl. Většinou to byli staří lidé, těhotné ženy, děti a zdravotně postižení -- všichni, co nemohli vydržet nelidské tempo pochodu. 

### Desetikilometrový pochod k likvidačním jámám
První zástup lidí doprovázený 50 strážci opustil ghetto v 6 hodin ráno. 30. listopadu 1941 byla zaznamenaná teplota v Rize -7.5 °C v 7:00 hod, -1.1 °C v 9:00 hod. a 1.9 °C v 21:00 hod. Předchozí večer nachumelilo 7 cm sněhu. 30. listopadu od 7:00 do 21:00 žádný sníh nespadl. Lidé nemohli udržet tempo, které hlídky požadovaly a kolona se natáhla. Stráže zavraždily každého, kdo vypadl z davu a zastavil se na odpočinek. Když byly německé stráže souzeny za válečné zločiny, tvrdily, že to byli Lotyši, kdo nejvíce vraždil. V Lotyšsku se však vyprávěly příběhy o tom, jak lotyšská policie odmítala střílet lidi.

## Příchod do Rumbuly a vražda
První dav lidí dorazil do Rumbuly 30. listopadu kolem deváté hodiny ráno. Lidé se museli svléknout a uložit své oblečení a cennosti na vyhrazených místech a do sběrných boxů, boty do jednoho, kabáty do jiného atd. Zavazadla byla uložena dříve, než Židé vstoupili do lesa. Poté pochodovali k vražedným jámám. Pokud dorazilo příliš mnoho lidí, byli drženi v nedalekém lese, až na ně přijde řada. Protože byly hromady oblečení zanedlouho obrovské, členové Arajsova komanda je naložili do nákladních vagonů a poslali zpět do Rigy. Místo, kde se lidé svlékali, bylo pečlivě sledováno zabijáky, protože tu byla pauza a mohlo by dojít ke vzpouře.
Lidé potom pochodovali po rampách dolů do jam v řadách po deseti. Někteří lidé plakali, někteří se modlili a recitovali Tóru. Handicapovaným a starším lidem pomohly další silnější oběti. Matky si pevně držely své děti:
Oběti si musely lehnout tváří dolů na ty, které byly právě zastřeleny a ještě se svíjely, zvedaly se a krev jim pomalu vytékala. Se svými ruskými automatickými zbraněmi nastavenými na jednotlivé výstřely zabíjeli střelci Židy ze vzdálenosti asi dvou metrů do zadní části hlavy. Jedna kulka na osobu byla přidělena Jeckelnovým systémem. 

Střelba pokračovala během západu slunce až do soumraku, skončila pravděpodobně okolo 17:00 hod, kdy se setmělo. (Důkazy jsou v rozporu s tím, kdy střelba skončila. Jeden zdroj říká, že střelba pokračovala až do večera.) Jejich cíl byl pokažený soumrakem, když se nacistický policista major Karl Heise vracel zpět z Rigy na místo zabíjení, došlo k neštěstí, byl zasažen do oka odraženou kulkou. Jeckeln sám popsal masakr v Rumbule u soudu v roce 1946.
O: Kdo střílel?

Odp: Deset nebo dvanáct německých vojáků SD.

O: Jaký byl postup?

Odp: Všichni Židé šli z ghetta v Rize na likvidační místo. Nedaleko jam museli odložit své oblečení, které bylo vypráno, roztříděno a odvezeno zpět do Německa. Židé – muži, ženy a děti – prošli policejními kordony na cestě do jam, kde byli zastřeleni německými vojáky.

Střelci stříleli z okrajů menších jam. U větších jam sešli dolů do hrobů mezi mrtvé a umírající a stříleli další oběti. Kapitán Otto Schulz-Du Bois, inženýr rezervních fondů německé armády, byl zrovna v této oblasti na mostě, když uslyšel „přerušovanou vytrvalou střelbu“. Schulz-Du Bois se zastavil, aby to prošetřil. Protože byla bezpečnost slabá, mohl sledovat vraždy. O několik měsíců později popsal svým přátelům v Německu, co viděl. Jeho přátelé v roce 1980 oznámili, co jim Schulz-Du Bois řekl:
První věc, na kterou narazil, byla hromada oblečení, potom muži, ženy, děti a senioři stojící v řadě a oblečení pouze ve spodním prádle. První v řadě museli skočit do jámy a pak byli zastřeleni, každý jednou kulkou do hlavy. Šest mužů SS bylo velmi zaneprázdněno touto příšernou prací. Oběti zachovaly dokonalý klid. Nedošlo k žádným výkřikům. Objevilo se jen lehké vzlykání, pláč a utěšování dětí.

### Oficiální svědci
Jeckeln vyžadoval, aby svědky vražd v Rumbule byli vysoce postavení nacisté. Sám Jeckeln stál na vrchu jam a osobně řídil střelce. Národní komisař (Reichskommissar) pro Ostland Hinrich Lohse se tam aspoň na chvíli objevil. Dr. Otto Heinrich Drechsler, územní komisař (Gebietskommissar) Lotyšska již mohl být přítomný. Roberts Osis, velitel lotyšské kolaborantské milice (Schutzmannshaft) se zdržel po většinu času. Viktor Arajs, který byl opilý, pracoval nedaleko jam a dohlížel na lotyšské muže svého komanda, kteří hlídali a posílali oběti do jam.

### Pozdější vraždy a odstranění těl v ghettu
Karl Heise se vrátil z Rumbuly do ghetta v Rize okolo 13:00 hod. Tam zjistil, že asi 20 nemocných Židů, kteří se nemohli pohybovat, bylo převezeno do nemocnice. Heise nařídil, aby byli přivedeni ven z nemocnice, umístěni na ulici na slaměné matrace a střeleni do hlavy. Zabijáci pacientů na ulici byli členové Schutzpolizei, Hesfer, Otto Tuchel, Neuman a další. Leželo zde ještě spousta těl z ranní násilné evakuace. Četa zdatných Židů byla pověřena, aby je vyzvedla a přemístila je na židovský hřbitov pomocí saní, trakařů a vozíků. Ne každý, kdo byl v ulici střelen, byl mrtvý. Ti, co byli stále naživu, byli zabiti Arajsovým komandem. Na hřbitově nebyly vykopány jednotlivé hroby. Místo toho byl dynamitem v zemi vyhlouben velký kráter, do kterého byla těla bez obřadu pohozena.

### Situace v jámách první den
Na konci prvního dne bylo vystřeleno na 13 000 lidí, ne všichni však byli mrtví. Kaufmann prohlásil, že se „země nadzvedávala po dlouhou dobu, protože mnoho lidí bylo jen postřeleno a ne na místě zabito.“ Zranění nazí lidé se potulovali do 11:00 dalšího dne, hledali pomoc, ale žádné se jim nedostalo. Podle slov profesora Ezergailise:
Sama jáma byla stále naživu; krvácející a svíjející těla nabyla vědomí. … Sténání a nářek bylo slyšet dlouho do noci. Byli tam lidé, kteří byli jen lehce zraněni, nebo vůbec nezasáhnuti; vylézali z jámy. Stovky se musely udusit pod tíhou lidského masa. K jámám byly poslány hlídky a jednotka lotyšské Schutzmannschaften byla vyslána střežit prostor. Rozkazem bylo na místě zlikvidovat všechny přeživší.

Podle historika Bernarda Presse, který přežil holkaust v Lotyšsku:
Čtyři mladé ženy zpočátku unikly kulkám. Nahé a třesoucí se stály před jejich vrahy a křičely ve smrtelné agónii, že jsou Lotyšky a ne Židovky. Uvěřili jim a vzali je zpět do města. Druhý den ráno sám Jeckeln rozhodl o jejich osudu. Jedna z nich byla opravdu Lotyška, byla adoptovaná Židy jako dítě. Ostatní však byly Židovky. Jedna z nich doufala v podporu jejího prvního manžela nadporučíka armády Skuja. Zeptali se po telefonu na její národnost, on však odpověděl, že je to Židovka a že se o její osud nezajímá. Byla zavražděna. Druhá žena od Jeckelna nedostala milost, protože byla Lotyškou provdanou za Žida, který se zabýval židovským studiem. Touto odpovědí si podepsala rozsudek smrti, neboť Jeckeln usoudil, že byla „poskvrněna judaismem“. Pouze třetí dívka, Ella Medalje, byla dostatečně chytrá, aby Jeckelnovi dala věrohodné odpovědi a tak se zachránila.

## Reakce mezi přeživšími
Po odchodu zástupů lidí 30. listopadu bylo ghetto samo scénou masové vraždy, jak popsal Kaufmann:
Ulice Ludzas v centru ghetta byla plná zavražděných lidí. Jejich krev tekla ve stokách. I v domech bylo zastřeleno několik obyvatel. Lidé je pomalu začali odvážet. Právník Wittenberg vzal tento úkol na sebe, zmobilizoval zbývající mladé lidi.

Krev doslova tekla ve stokách. Frida Michelson, očitá svědkyně, zaznamenala, že další den, 1. prosince, tam byly ještě zmrzlé kaluže krve.
V nově vzniklém malém ghettu byli tu neděli muži vysláni na svá pracovní stanoviště. Na cestě potkali zástupy formující se na pochod do Rumbuly a slyšeli pláč, křik a střelbu, ale nemohli zjistit žádné detaily. Muži požádali německé vojáky, s kterými mohli jít do ghetta, aby zjistili, co se stalo. Tito vojáci šli, ale sami nemohli získat přístup do ghetta. I z dálky však mohli vidět „mnoho hrozných věcí“. Oznámili tyto skutečnosti Židům pracovních oddílů a ti je požádali, aby je pustili z práce brzy, aby mohli vidět svoje rodiny. Ve 14:00 byla tato žádost schválena alespoň několika z nich a ti se vrátili do ghetta. Zjistili, že jsou v ulicích roztroušené věci, které se měly sebrat a přinést do strážnice. Také našli malý balíček, o kterém zjistili, že je to čtyři týdny staré miminko. Lotyšské stráže vzaly dítě pryč. Kaufmann věřil, že dítě bude určitě zavražděno.

## Zabíjení 8. prosince

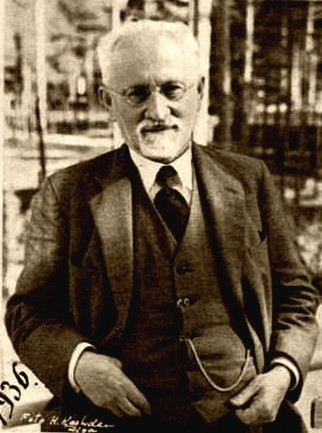
Simon Dubnow 1860–1941, židovský spisovatel, historik a aktivista, o němž vznikla legenda, že dne 8. prosince 1941 radil Židům v ghettu v Rize: "Yidn, shreibt un fershreibt" (Židé, pište a zaznamenávejte)

Zdálo se, že Jeckeln chce ve vraždách pokračovat 1. prosince, ale nechtěl. Profesor Ezergailis navrhoval, že Jeckeln mohl být rozrušen problémy jako je např. odpor Židů v Rize. V každém případě zabíjení nepokračovalo do 8. prosince 1941. Podle profesora Ezergailise bylo tentokrát zabito 300 Židů při nucení lidí, aby odešli z ghetta. (Jiný zdroj uvádí, že 8. prosince byla brutalita v ghettu horší než 30. listopadu.) To pondělí sněžilo a lidé věřili, že to nejhorší je už minulostí. I přesto však byly vytvořeny zástupy lidí, které vypochodovaly z města stejně jako v sobotu 30. listopadu. Jediným rozdílem bylo, že 20 kg zavazadla nepřenášeli na místo, ale ponechali je v ghettu. Majitelům bylo řečeno, že jejich zavazadla budou převezena na fiktivní místo pro přesídlení. Matkám s malými dětmi a starším lidem bylo řečeno, že mohou jet na saních. Nejméně dva policisté, kteří hráli nějakou roli v masakru 30. listopadu, se odmítli pochodu 8. prosince zúčastnit. Byl to Němec Zimmermann a Lotyš Vilnis. Pochod sám byl velmi rychlý a brutální. Mnoho lidí bylo ušlapáno k smrti.
Max Kaufmann, jeden z mužů pracovních posádek v malém ghettu, chtěl vědět, co se dělo s lidmi, kteří odpochodovali 8. prosince. Prostřednictvím úplatků zorganizoval expedici, která měla jít údajně sbírat dříví. Ve skutečnosti však následoval kolony lidí a zjistil jejich destinaci. Později Kaufmann popsal, co viděl z nákladního vozu, když se přesouvali na jih po dálnici z Rigy do Daugavpils:
... narazili jsme na první evakuované lidi. Zpomalili jsme. Šli úplně klidně, sotva byl slyšet nějaký hluk. První osoba v průvodu, kterou jsme potkali, byla paní Pola Schmulian. * * * Její hlava byla hluboce svěžená a vypadala velice zoufale. Viděl jsem i další své známé v průvodu, Lotyši občas porazili jednoho nebo druhého svými obušky. * * * Cestou jsem napočítal šest zavražděných lidí, kteří leželi tváří ve sněhu.

Kaufmann si všiml skupiny kulometů ve sněhu nedaleko lesa a 60 až 80 vojáků, které identifikoval jako německou armádu. Voják, který řídil vozidlo, prohlásil, že kulomety byly umístěny jen proto, aby zabránily útokům. (Kaufmann ve své knize uvedl, že si byl jistý, že německá armáda hrála hlavní roli v masakru v Rumbule.) Ten den jeli po dálnici kolem Rumbuly do koncentračního tábora Salaspils vyšetřit zvěst, že byli Židé evakuováni k tomuto bodu. V táboře se setkali s ruskými válečnými zajatci, ale s žádnými Židy z Rigy. Vězni jim řekli, že o Židech nic nevědí. Frida Michelson pochodovala v zástupech lidí a popsala, jak byl les obklopený muži z SS. Michelson také popsala scénu, když ráno dorazila do Rumbuly:
Když jsme přišli k lesu, opět jsme slyšeli střelbu. Byla to hrozná předzvěst naší budoucnosti. Kdybych měla nějaké pochyby o záměrech našich mučitelů, všechny byly pryč. ... Všichni jsme byli strnulí hrůzou a mechanicky jsme následovali rozkazy. Nebyli jsme schopni myslet a podvolovali jsme se jako stádo dobytka.

Ten den muselo ghetto opustit 12 000 lidí, kteří se vydali do Rumbuly. Tři pozůstalí později podali zprávy: Frida Michelson, Elle Madale a Matiss Lutrins. Michelson přežila, protože předstírala, že je mrtvá jako oběti vyřazené hromady bot, která ležela na ní. Elle Madale tvrdila, že je Lotyška. Matiss Lutrins, mechanik, přesvědčil některé lotyšské řidiče, aby jemu a jeho manželce, kterou nacisti později našli a zabili, dovolili schovat se pod náklaďák plný oblečení obětí, který jel zpět do Rigy.
Mezi zabitými 8. prosince byl Simon Dubnow, známý židovský spisovatel, historik a aktivista. Dubnow uprchl z Berlína v roce 1933, kdy nacisté převzali moc, a hledal bezpečí v Rize. 8. prosince 1941 byl tak nemocný, že se nemohl vydat na pochod do lesa, proto byl zabit přímo v ghettu a byl pohřben v hromadném hrobě. Kaufmann uvádí, že po 30. listopadu žil profesor Dubnow s rodinami židovských policistů na ulici Ludzas 56. 8. prosince brutální lotyšský dozorce Alberts Danskop přišel do domu a zeptal se Dubnowa, jestli byl členem policejní rodiny. Dubnow řekl, že nebyl a Danskop ho donutil vyjít ven z domu a připojit se k jednomu z pochodujích zástupů. V domě vypukl poprask a jeden z židovských policistů, o kterém Kaufmann řekl, že to byl Němec, který získal Železný kříž, se vyřítil ven a snažil se Dubnowa zachránit, bylo však už pozdě.
Podle další zprávy byl Dubnowým vrahem Němec, který byl kdysi jeho student. Podle pověsti, která později vyrostla v legendu, Dubnow řekl Židům přítomným v posledních okamžicích jeho života: „Jestliže přežijete, nikdy nezapomeňte, co se tady dělo, vypovídejte, pište a přepisujte, udržujte při životě každé slovo a gesto, všechen pláč a každou slzu! Jisté je, že jednotky SS ukradly historikovu knihovnu a převezly ji zpět do Říše.“

## Masakr 9. prosince
Některým Židům, kteří nebyli zdatní dělníci, se podařilo uniknout masakrům 30. listopadu a 8. prosince a ukrýt se v „malém ghettu“. 9. prosince 1941 začali nacisté třetí masakr, tohoto času v malém ghettu. Prohledali ghetto, zatímco muži byli v práci. Pokud našli někoho, kdo se ukrýval, odvezli ho do lesa Biķernieki na SV od Rigy modrými autobusy půjčenými od komunálních úřadů Rigy. Byli zabiti a pohřbeni v hromadných hrobech. V této operaci bylo zabito asi 500 lidí. Stejně jako u vražd v Rumbule, evakuace z ghetta začaly v poledne.

## Vliv Rumbuly na plány holokaustu

### Němečtí Židé nahradí Lotyše v ghettu v Rize
V prosinci 1941 nacisté i nadále říkali Židům v Německu, že budou deportováni na východ. Protože Himmler změnil plán (viz jeho "keine Liquiderung" telefonní hovor), lidé dostali rok nebo dva na život v ghettu a poté byli zavražděni. Jeden z prvních vlaků, který přijel do Rigy se jmenoval „Bielefeldova doprava“. Jakmile němečtí Židé přijeli do Rigy v prosinci 1941, byli posláni do ghetta, kde zjistili, že domy byly opuštěny zřejmě ve spěchu. Zařízení v rezidencích byla ve velkém nepořádku a některá byla dokonce potřísněna krví. Zmrzlé, ale uvařené jídlo bylo na stolech a dětské kočárky s lahvemi zmrzlého mléka ležely venku ve sněhu. Na jedné stěně našli napsaný vzkaz „Mami, sbohem.“ O několik let později si německý přeživší vzpomněl, že mu bylo řečeno „žili tu Lotyši“, nikdo se nezmínil, že byli Židé. Další německá přeživší Ruth Foster líčila, co se dozvěděla o masakru:
Později jsme zjistili, že tři dny před tím, než jsme přijeli, zabili 30 000 lotyšských Židů, kteří přijeli z ghetta z Rigy a okolních měst. Nahnali je do nedalekého lesa, kde pro ně ruští váleční zajatci vykopali hroby. Museli se úplně svléknout, složit své oblečení a postavit se po okrajích jam, kde je kulomety sestřelily. Když jsme tedy přišli do ghetta v Rize, žili jsme v domech lidí, kteří byli vyhnáni a zavražděni.

O dva měsíce později, co němečtí Židé přijeli do ghetta v Rize, stále nacházeli těla zavražděných lotyšských Židů ve sklepích a na půdách.

### Konference ve Wannsee

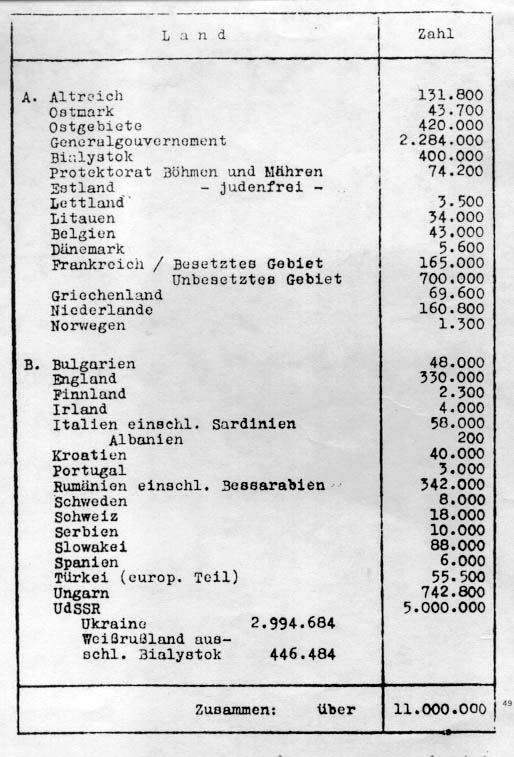
Tento dokument z konference ve Wannsee v únoru roku 1942 ukazuje počet Židů v Lotyšsku okolo 3 500.

Rudolf Lange, velitel Einsatzkommanda 2 v Lotyšsku, byl pozván na nechvalnou konferenci ve Wannsee, aby vyjádřil svůj pohled na navrhované konečné řešení židovské otázky. Nacista neshledal střelbu za proveditelný způsob vraždění milionů lidí zejména proto, že bylo zjištěno, že i jednotky SS mají problém se střílením německých Židů na rozdíl od Ostjuden („Východních Židů“).  Velitel německé civilní správy v baltské oblasti Wilhelm Kube, který neměl žádné námitky proti zabíjení Židů však protestoval proti zabíjení německých Židů, „kteří pocházeli z našeho vlastního kulturního okruhu“.

## Pozdější akce
V roce 1943, zřejmě kvůli obavám ze zanechaných stop, nařídil Himmler, aby byla těla vykopána a spálena. (Podobná opatření byla přijata ve vyhlazovacím táboře Belzec v Polsku). Tato práce byla provedena oddílem židovských otroků. Lidé cestující po železnici mohli zřetelně cítit pálení mrtvol. V roce 2001 promluvila Vaira Vīķe-Freiberga, prezidentka Lotyšské republiky, která byla za druhé světové války ještě dítě, u památníku spálených těl na 60. výročí: „Mohli jsme cítit kouř z Rumbuly, kde byly mrtvoly vykopány a těla spálena, aby byly smazány důkazy.“

## Spravedlnost

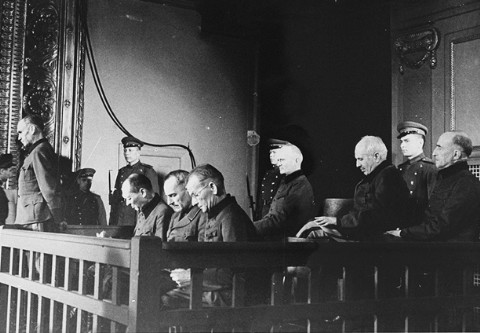
Friedrich Jeckeln, stojící nalevo, u soudu nad válečnými zločinci konaném v Rize na jaře roku 1946

Někteří z vrahů z Rumbuly byli postaveni před soud. Hinrich Lohse a Friedrich Jahnke byli souzeni u západoněmeckých soudů a odsouzeni k trestu odnětí svobody. Victors Arajs se chycení vyhýbal dlouhou dobu v západním Německu, ale nakonec byl odsouzen k doživotnímu vězení v roce 1979. Herberts Cukurs utekl do Jižní Ameriky, kde byl podle agentů Mosadu zavražděn. Eduard Strauch byl v případu Einsatzgruppen odsouzen k smrti, ale zemřel ve vězení dřív, než mohl být rozsudek proveden. Friedrich Jeckeln byl veřejně oběšen v Rize 3. února 1946 na základě řízení před sovětskými úřady.

#### Historiografie
- Anders, Edward, and Dubrovskis, Juris, "Who Died in the Holocaust? Recovering Names from Official Records", Holocaust and Genocide Studies 17.1 (2003) 114-138
- Angrick, Andrej, and Klein, Peter, Die „Endlösung“ in Riga., (English: The Final Solution in Riga), Darmstadt 2006, ISBN 3-534-19149-8
- Bloxham, Donald, Genocide on Trial; war crimes trials and the formation of Holocaust History and Memory, Oxford University Press, New York NY 2001 ISBN 0-19-820872-3
- Browning, Christopher, and Matthäus, Jürgen, The Origins of the Final Solution: The Evolution of Nazi Jewish Policy, September 1939 – March 1942, University of Nebraska Press, Lincoln, NE 2004 ISBN 978-0-8032-5979-9
- Browning, Christopher, Nazi Policy, Jewish Workers, German Killers, Cambridge University Press 1999 ISBN 0-521-77490-X
- Dribins, Leo, Gūtmanis, Armands, and Vestermanis, Marģers, "Latvia's Jewish Community: History, Trajedy, Revival", Ministry of Foreign Affairs, Republic of Latvia
- Edelheit, Abraham J. and Edelheit, Hershel, History of the Holocaust : A Handbook and Dictionary, Westview Press, Boulder, CO 1994 ISBN 0-8133-1411-9
- Eksteins, Modris, Walking Since Daybreak: A story of Eastern Europe, World War II, and the Heart of our Century, Houghton Mifflin, Boston 1999 ISBN 0-395-93747-7
- Ezergailis, Andrew, The Holocaust in Latvia 1941–1944—The Missing Center, Historical Institute of Latvia (ve spolupráci s United States Holocaust Memorial Museum) Riga 1996 ISBN 9984-9054-3-8
- Ezergailis, Andrew, "Latvia", in The World Reacts to the Holocaust, Wyman, David S., and Rosenzveig, Charles H., Eds., str. 354-388, Johns Hopkins University Press, Baltimore 1996 ISBN 0-8018-4969-1
- Fleming, Gerald, Hitler and the Final Solution, Berkeley : University of California Press, Berkeley,1994 ISBN 0520060229
- Friedländer, Saul, The years of extermination : Nazi Germany and the Jews, 1939–1945, New York, NY 2007 ISBN 978-0-06-019043-9
- Hilberg, Raul, The Destruction of the European Jews (3d Ed.) Yale University Press, New Haven, CT 2003. ISBN 0-300-09557-0
- Kaufmann, Max, Die Vernichtung des Judens Lettlands (The Destruction of the Jews of Latvia), self-published, Munich, 1947, do angličtiny přeložila Laimdota Mazzarins, k dispozici online na Churbn Lettland -- The Destruction of the Jews of Latvia (všechny odkazy v tomto článku jsou čísla stránek on-line vydání)
- Klee, Ernst, Dressen, Willi, and Riess, Volker, eds., The Good Old Days: The Holocaust as seen by its Perpetrators and Bystanders, (anglický překlad) MacMillan Free Press, NY 1991 ISBN 0-02-917425-2
- Latvia Institute, The Holocaust in German-Occupied Latvia Archivováno 28. 7. 2020 na Wayback Machine.
- Michelson, Frida, I Survived Rumbuli, Holocaust Library, New York, NY 1979 ISBN 0-89604-029-1
- Ministry of Foreign Affairs of the Republic of Latvia, Holocaust Remembrance - Rumbula Memorial Site Unveiled, December 2002
- Press, Bernard, The Murder of the Jews in Latvia, Northwestern University Press, 2000 ISBN 0-8101-1729-0
- Reitlinger, Gerald, The SS—Alibi of a Nation, at 186, 282, Viking Press, New York, 1957 (Da Capo reprint 1989) ISBN 0-306-80351-8
- Roseman, Mark, The Wannsee Conference and the Final Solution—A Reassessment, Holt, New York, 2002 ISBN 0-8050-6810-4
- Rubenstein, Richard L., and Roth, John K., Approaches to Auschwitz, page 179, Louisville, Ky. : Westminster John Knox Press, 2003. ISBN 0-664-22353-2
- Scheffler, Wolfgang, "Zur Geschichte der Deportation jüdischer Bürger nach Riga 1941/1942", Volksbund Deutsche Kriegsgräberfürsorge e.V. – 23.05.2000
- Schneider, Gertrude, Journey into terror: story of the Riga Ghetto, (2d Ed.) Westport, Conn. : Praeger, 2001 ISBN 0-275-97050-7
- Schneider, Gertrude, ed., The Unfinished Road: Jewish Survivors of Latvia Look Back, Praeger Publishers (1991) ISBN 978-0-275-94093-5
- Smith, Lyn, Remembering: Voices of the Holocaust, Carroll & Graf, New York 2005 ISBN 0-7867-1640-1
- Winter, Alfred, "Rumbula Viewed From The Riga Ghetto" from The Ghetto of Riga and Continuance - A Survivor's Memoir  1998

#### Souzení válečných zločinů a důkazy
- Brätigam, Otto, Memorandum dated 18 Dec. 1941, "Jewish Question re correspondence of 15 Nov. 1941" překlad a dotisk v Office of the United States Chief of Counsel For Prosecution of Axis Criminality, Nazi Conspiracy and Aggression, Exhibit 3666-PS, Volume VII, str. 978-995, USGPO, Washington DC 1946 ("Red Series")
- Jeckeln, Friedrich, výňatky ze zápisů z výslechu, 14. prosince 1945 (Maj. Zwetajew, interrogator, Sgt. Suur, interpreter), str. 8–13, z Historical State Archives, dotištěno u Fleminga, Hitler and the Final Solution, str. 95–100 (části Jeckelnova výslechu jsou k dispozici na internetové stránce at the Nizkor website.
- Stahlecker, Franz W., "Comprehensive Report of Einsatzgruppe A Operations up to 15 October 1941", Exhibit L-180, zčásti přeloženo a dotisknuto v Office of the United States Chief of Counsel For Prosecution of Axis Criminality, Nazi Conspiracy and Aggression, Volume VII, str. 978-995, USGPO, Washington DC 1946 ("Red Series")
- Trials of War Criminals before the Nuernberg Military Tribunals under Control Council Law No. 10, Nuernberg, October 1946 - April 1949, Volume IV, ("Green Series) (the "Einsatzgruppen case") k dispozici na Mazel library (well indexed HTML version)

#### Další související literatura
- Katz, Josef, One Who Came Back, University of Wisconsin Press, (2nd Ed. 2006) ISBN 978-1-928755-07-4
- Iwens, Sidney, How Dark the Heavens—1400 Days in the Grip of Nazi Terror, Shengold Publishing (2d ed. 1990) ISBN 978-0-88400-147-8
- Michelson, Max, City of Life, City of Death: Memories of Riga, University Press of Colorado (2001) ISBN 978-0-87081-642-0